# Deltocephalus chlorippe
Deltocephalus chlorippe är en insektsart som beskrevs av George Willis Kirkaldy 1907. Deltocephalus chlorippe ingår i släktet Deltocephalus och familjen dvärgstritar. Inga underarter finns listade i Catalogue of Life.